# 久保田圭司
久保田 圭司（くぼた けいじ、1932年2月17日 - 2025年1月16日）は、群馬県出身の脚本家。

## 人物
出版社勤務を経て、脚本家に転身。多数の映画、テレビドラマ、テレビアニメ、オリジナルビデオを手掛けた。映画では日活配給作品（日活ロマンポルノ含む）、テレビアニメではタツノコプロ制作作品を担当。
2025年1月16日、肺炎のため死去。92歳没。

## 主な作品

### 脚本

#### 映画
- 無頼シリーズ（1968年、日活）
  - 無頼より 大幹部
  - 大幹部 無頼
- 縄張はもらった（1968年、日活） - 石松愛弘と共同
- 花弁のしずく（1972年、日活）
- 秘事（ひめごと）（1972年、日活）
- 白い女郎花 （1972年、日活）
- 色暦大奥秘話 刺青百人競べ（1972年、日活）
- 娼婦（1972年、日活）
- 団地妻シリーズ（日活）
  - 団地妻 女ざかり（1972年）
  - 団地妻 歓喜の夜（1973年）
  - 新・団地妻 売春グループ13号館（1975年）
  - 団地妻 雨やどりの情事（1977年）
- 性豪列伝 お揉みいたします（1973年、日活）
- 女調査員SEXレポート 主婦売春（1973年、日活）
- OL日記 密漁 あさる（1973年、日活）
- 昼下りの情事 噂の看護婦（1974年、日活）
- 制服の処女 男狂い（1974年、日活）
- 実録 元祖マナ板ショー（1975年、日活）
- 残酷シリーズ（日活）
  - 残酷 黒薔薇私刑（1975年）
  - 残酷 女高生（性）私刑（1975年）
- お柳情炎 縛り肌（1975年、日活）
- 女高生100人（秘）モーテル白書（1975年、日活）
- 新妻地獄（1975年、日活）
- 禁断 制服の悶え（1976年、日活）
- 女囚101 性感地獄（1976年、日活）
- 夕顔夫人（1976年、日活）
- 宇能鴻一郎のあげちゃいたいの（1978年、日活）
- 狂弾II アジア暴力地帯（2000年、アーバンタイムス）
- 九州マフィア外伝（2001年、アーバンアクターズプロ）

#### テレビドラマ
- 花の恋人たち（1968年、MBS）
- せっかちネエヤ（1968年、CX）
- ハレンチ学園（1971年、12ch）
- ワンパク番外地（1971年、12ch） - 第6話のみ
- 大江戸捜査網（12ch→TX）
  - 昭和版 第2シリーズ（1972年） - 第15話のみ
  - 平成版 第1シリーズ（1991年） - 第22話のみ。胡桃哲と共同
  - 平成版 第2シリーズ（1991年 - 1992年）
- 燃える捜査網（1976年、NET） - 第14話のみ
- 隠し目付参上（1976年、MBS） - 第17話、第24話のみ。山崎巌と共同
- 江戸特捜指令（1977年、MBS） - 第17話のみ。小川英と共同
- 怪人二十面相（1977年、CX）
- 新・座頭市 第2シリーズ（1978年、CX） - 第6話のみ。岩元南と共同
- 火曜サスペンス劇場（NTV）
  - 奥能登殺人遊戯（1985年） - 伊藤亮二と共同
  - 妻たちシリーズ3「喪服の妻たち」（1986年） - 佐治乾と共同
  - 霊感シリーズ1「霊感を売る女たち」（1987年）
- 現代恐怖サスペンス / この子だれの子?（1986年、関西テレビ）
- ドラマ23 / 愛と復讐の海（1988年、TBS）
- 隠密・奥の細道（1989年、TX） - 第22話のみ

#### テレビアニメ
- サザエさん（1969年、CX） - 第12話Aパートのみ
- いたずら天使チッポちゃん（1970年、CX）
- カルピスまんが劇場 / 山ねずみロッキーチャック（1973年、CX）
- 科学忍者隊ガッチャマン（1973年 - 1974年、CX) 
  - 科学忍者隊ガッチャマンII（1978年、CX）
- 破裏拳ポリマー（1974年 - 1975年、NET）
- 宇宙の騎士テッカマン（1975年、NET）
- タイムボカンシリーズ（CX）
  - タイムパトロール隊オタスケマン（1980年 - 1981年）
  - ヤットデタマン（1981年）
  - 逆転イッパツマン（1982年）
- ゴワッパー5 ゴーダム（1976年、CX）
- マシンハヤブサ（1976年、NET）
- まんが世界昔ばなし（1976年 - 1978年、TBS）
- とびだせ!マシーン飛竜（1977年 - 1978年、12ch）
- まんがはじめて物語シリーズ（TBS）
  - まんがはじめて物語（1978年）
  - まんがどうして物語（1984年 - 1985年）
  - まんがなるほど物語（1986年 - 1987年）
    - 新まんがなるほど物語（1988年）

  - まんがはじめて面白塾（1989年 - 1990年）
- ゴールドライタン（1981年、12ch→TX） - 第46話は酒井あきよしと共同
- トンデラハウスの大冒険（1982年 - 1983年、TX）
- 科学救助隊テクノボイジャー（1982年、CX）
- パソコントラベル探偵団（1983年、TX）
- イーグルサム（1983年 - 1984年、TBS）
- タオタオ絵本館（1983年 - 1985年、テレビ大阪）
- ビデオ戦士レザリオン（1984年、TBS）
- 特装機兵ドルバック（1984年、CX）
- ウルトラマンキッズ
  - ウルトラマンキッズのことわざ物語（1986年、TBS）
- シティーハンター3（1989年、YTV） - 平野靖士と共同
- おやゆび姫物語（1993年、TX）

#### 特撮
- ウルトラマンA（1972年、TBS） - 第35話のみ
- アクマイザー3（1976年 - 1977年、NET）
- 恐竜探検隊ボーンフリー（1977年、NET） - 第21話のみ
- 宇宙刑事シャリバン（1984年、ANB） - 第46話のみ

#### オリジナルビデオ
- ドン松五郎の生活 大追跡（1992年、ケイエスエス）
- 雀狼伝 必殺!!亜空間殺法（2000年、ミュージアム）

#### ラジオドラマ
- アドベンチャーロード / ドールズ〜闇から来た少女〜（1988年、NHK-FM放送） - 脚色
- サウンド夢工房 「恐怖の館 欧米編」（1990年、NHK-FM放送）

### 原案
- 逢いたくて逢いたくて（1966年、日活）

### 出演
- ウルトラ情報局 1月号（2007年、ファミリー劇場）